# Marco Uccellini
Marco Uccellini (Forlimpopoli, 1603 of 1610 - 10 december 1680) was een Italiaans violist en componist uit de barok. 

## Biografie
Over het leven van Uccellini is weinig bekend. Hij werd geboren in Forlì, een stadje in de gemeente Forlimpopoli. In Forlì studeerde hij bij de Assisi aan het seminarie. Van 1641 tot 1662 was hij orkestleider (Capo degl' instrumentisti) aan het hof van de hertog van Parma (Ranuccio II Farnese) in Modena. Verder was Uccellini in deze periode kapelmeester (Maestro di cappella) van de kathedraal in Modena. Die positie bekleedde hij tot 1665. Daarnaast componeerde Uccellini opera's en balletten, maar geen van deze werken heeft de tand des tijds overleefd. Nu is Uccellini vooral bekend vanwege zijn instrumentale muziek. 
Uccellini behoorde tot de vooraanstaande Italiaanse violisten en componisten in de eerste helft van de 17e eeuw. Zijn sonates voor viool en basso continuo hebben bijgedragen aan de ontwikkeling van een idiomatische stijl van schrijven voor de viool. Verder zijn de composities van belang geweest met betrekking tot de wijdere technische mogelijkheden en het expressieve bereik van het instrument.

## Composities
Uccellini's composities bestaan voornamelijk uit instrumentale muziek, waarvan zeven collecties werden gepubliceerd.  
Enkele voorbeelden zijn:
- Sonate, sinfonie et correnti, op. 2 (1639)
- Sonate, arie et correnti, op. 3 (Venetië, 1642)
- Sonate, correnti et arie, op. 4 (1643)
- Sonate, over canzoni, op. 5  (1649)
- Salmi a 1, a 3, 4, et a 5 concertati parte con istromenti e parte senza con Letanie della Beata Vergine Concertate a 5 con istromenti, op. 6 (Venetië, 1654)
- Ozio regio, op. 7
- Sinfonie Boscarecie, op. 8, een verzameling van 37 kleine stukken voor viool en basso continuo. De eerste editie van de bladmuziek werd gedrukt in Venetië in 1660, maar een latere versie werd herdrukt in Antwerpen in 1669 en werd gebruikt in de vrij beschikbare versie van de Sinfonie Boscarecie.
- Sinfonici concerti brevi e facili, op. 9

Hij componeerde ook een opera, Gli eventi di Filandro ad Edessa, die in première ging in Parma in 1675.

## Muziektrio
Naar deze componist is het Trio Uccellini genoemd, bestaande uit Vincent van den Ende, blokfluit, Job ter Haar, cello, en Gerard Blok, klavecimbel.
- Bibsys: 3037305
- Biblioteca Nacional de España: XX1715390
- Bibliothèque nationale de France: cb13900630q (data)
- Gemeinsame Normdatei: 119331128
- International Standard Name Identifier: 0000 0001 0855 2174
- Library of Congress Control Number: n80057040
- Nationale Bibliotheek van Letland: 000067316
- MusicBrainz: 8e1d66ff-5347-448d-995e-c8310f6b1a4b
- Nationale Bibliotheek van Tsjechië: xx0022905
- Nationale Bibliotheek van Israël: 987007418358705171
- Nederlandse Thesaurus van Auteursnamen: 073851086
- Istituto Centrale per il Catalogo Unico: LO1V142723
- SNAC: w66x0p8v
- Système universitaire de documentation: 094539324
- Trove: 1180987
- Virtual International Authority File: 12493101
- WorldCat: E39PBJy8xcc7MXJh4FfHpyth73